# Psilopteryx psorosa
Psilopteryx psorosa är en nattsländeart som först beskrevs av Friedrich Anton Kolenati 1860.  Psilopteryx psorosa ingår i släktet Psilopteryx och familjen husmasknattsländor.

## Underarter
Arten delas in i följande underarter:
- P. p. bohemosaxonica
- P. p. carpathica
- P. p. gutinensis
- P. p. retezatica
- P. p. transsylvanica